# ماهی روغن

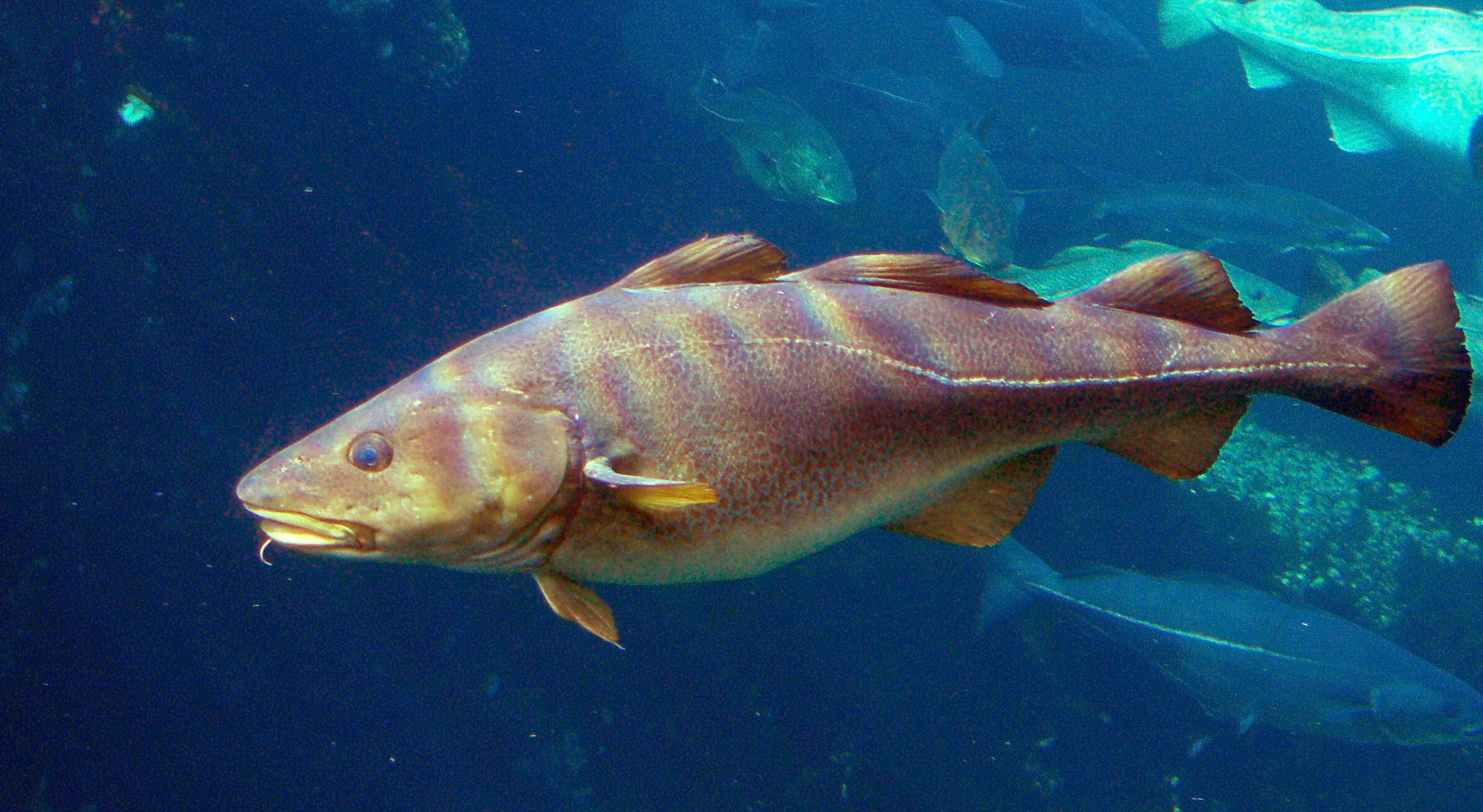
روغن‌ماهی اطلسی

روغن‌ماهی، ماهی روغن، قُد، یا ماهی کاد نام رایج ماهیان کفزی متعلق به سردهٔ روغن‌ماهی از تیرهٔ روغن‌ماهیان است. ماهی روغن به صورت متداول به‌عنوان نامی برای تعدادی از سایر گونه‌های ماهی نیز به کار می‌رود و همچنین گونه‌هایی وجود دارند که پیشنهاد شده به گونهٔ روغن‌ماهی متعلق هستند ولی ماهی روغن خوانده نمی‌شوند (زغال‌ماهی آلاسکا).
دو گونۀ رایج این ماهیان، روغن‌ماهی اطلسی (Gadus morhua) و روغن‌ماهی اقیانوس آرام (Gadus macrocephalus) هستند. روغن‌ماهی اطلسی در آب‌های سردتر و مناطق دریایی عمیق‌تر سراسر اقیانوس اطلس شمالی زندگی می‌کند و روغن‌ماهی اقیانوس آرام در مناطق شرقی و غربی اقیانوس آرام شمالی یافت می‌شود. Gadus morhua در سال ۱۷۵۸ توسط کارل لینه نام‌گذاری شد.
کاد به عنوان غذایی با عطر و طعم ملایم و گوشت سفید متراکم و پوسته پوسته، محبوب است. برای تولید روغن کبد ماهی که منبع مهم ویتامین آ، ویتامین دی، ویتامین ای و اسیدهای چرب امگا ۳ (EPA و DHA) است فرآیند تولید روغن کبد کاد انجام می‌شود. روغن‌ماهی اطلسی یا ماهی روغنی که برای پخت‌وپز تهیه می‌شود scrod نامیده می‌شود. در انگلستان، روغن‌ماهی اطلسی یکی از رایج‌ترین مواد تشکیل دهندۀ چیپس و ماهی به همراه روغن‌ماهی کوچک و صاف‌ماهی است.